# Falkenhagen (Falkensee)

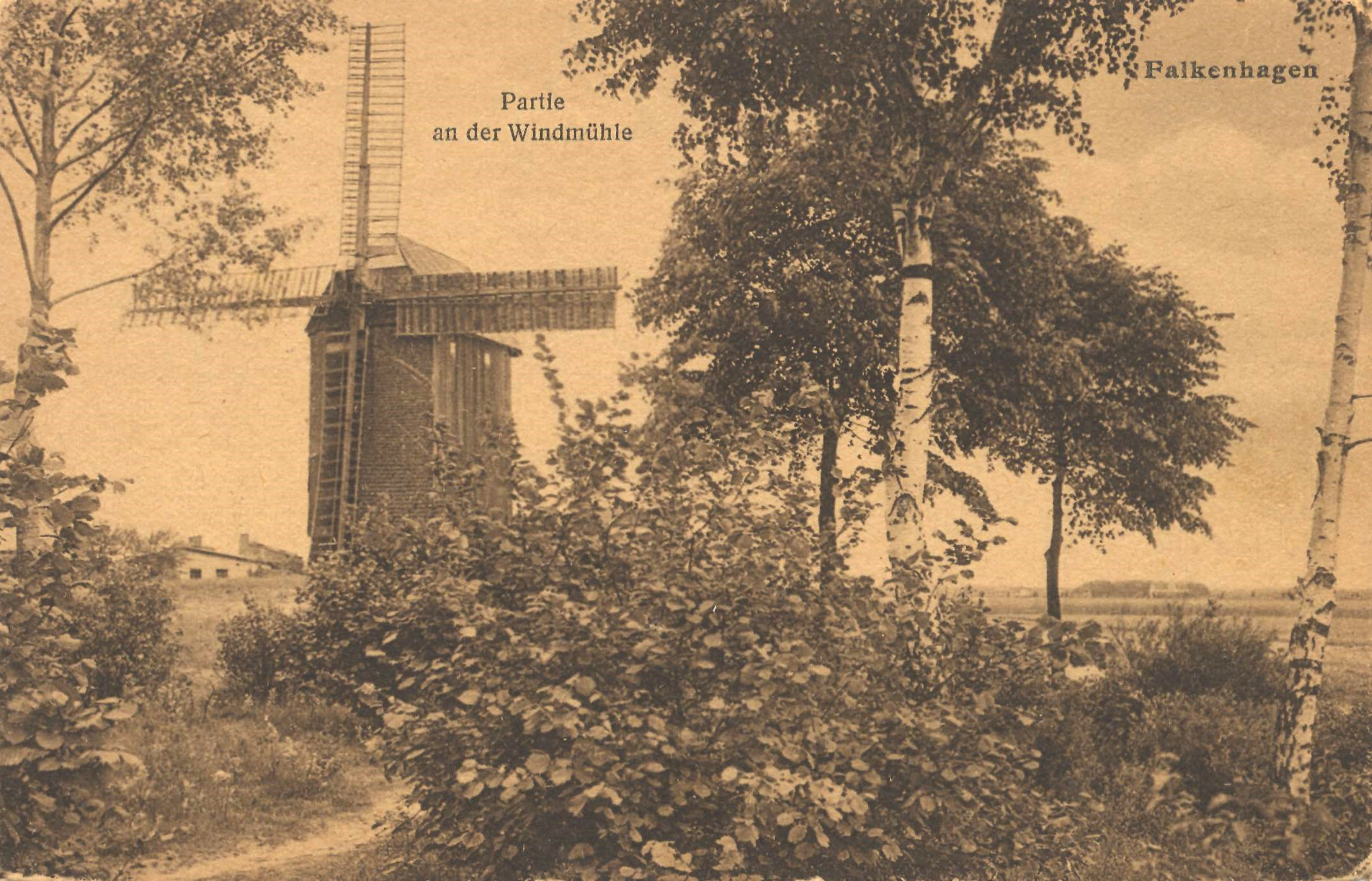
Windmühle in Falkenhagen

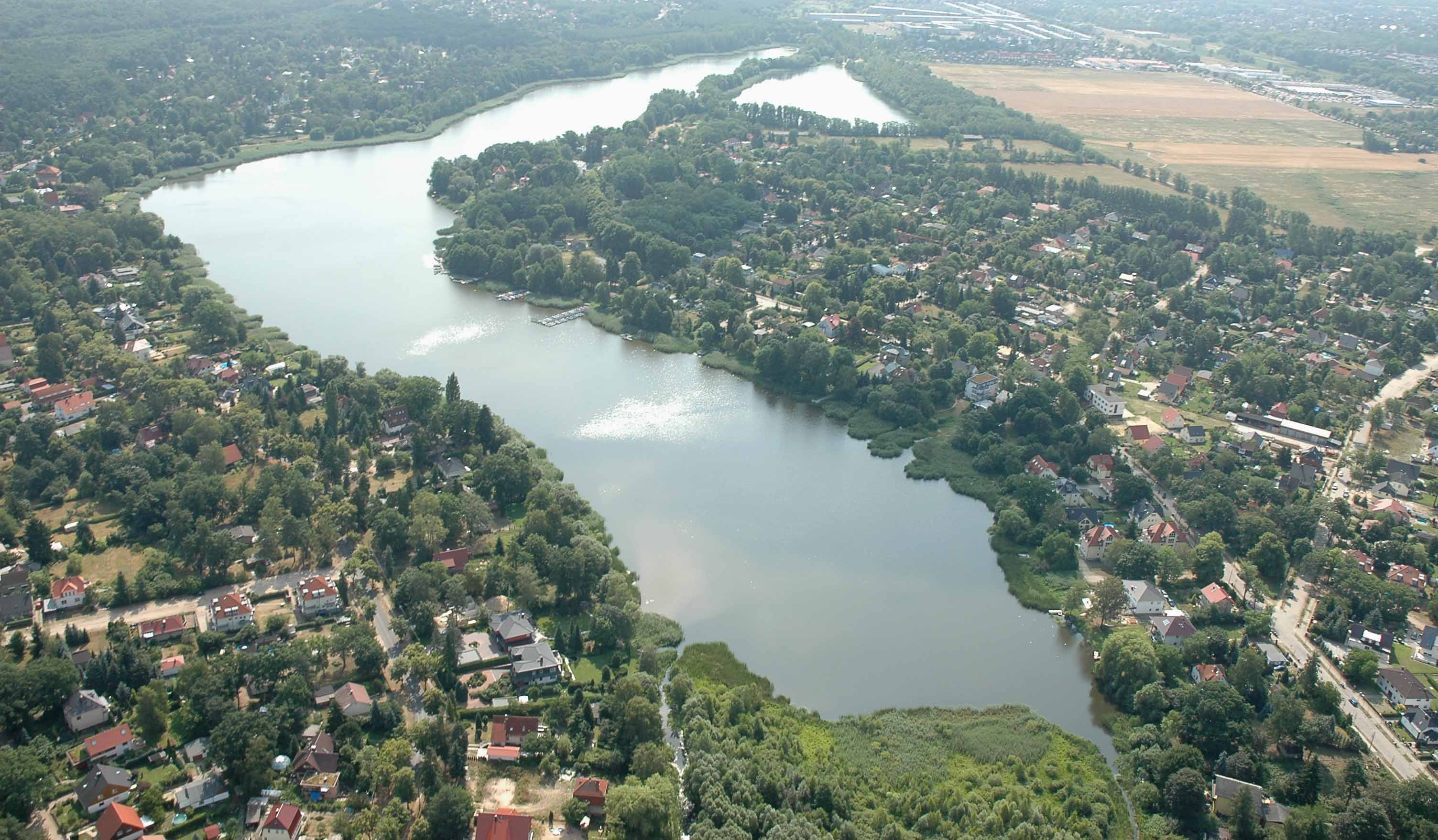
Nordwestansicht Falkenhagens

Falkenhagen ist heute ein Ortsteil der Stadt Falkensee im Landkreis Havelland in Brandenburg. In diesem Ortsteil befinden sich zahlreiche mit Villen bebaute Wohngrundstücke, ein Baudenkmal in der Kantstraße und seit 1995 die Madagassische Botschaft.

## Geschichte
Falkenhagen wurde erstmals 1336 urkundlich erwähnt. Die frühe Geschichte Falkenhagens beschränkt sich beinahe nur auf Großbrände: Am 12. April 1676 brannte die gesamte Gemeinde ab. 1806 brannte der nördliche Teil nahezu vollständig nieder. Und auch 1822 brannte es in Falkenhagen, nur vier Wohnhäuser und die Kirche blieben verschont. Immer wieder gab es kleinere Brände. Aus diesem Grund liegt die auf Papier geschriebene und früher oder später verbrannte Geschichte des Ortes teilweise im Dunkeln.

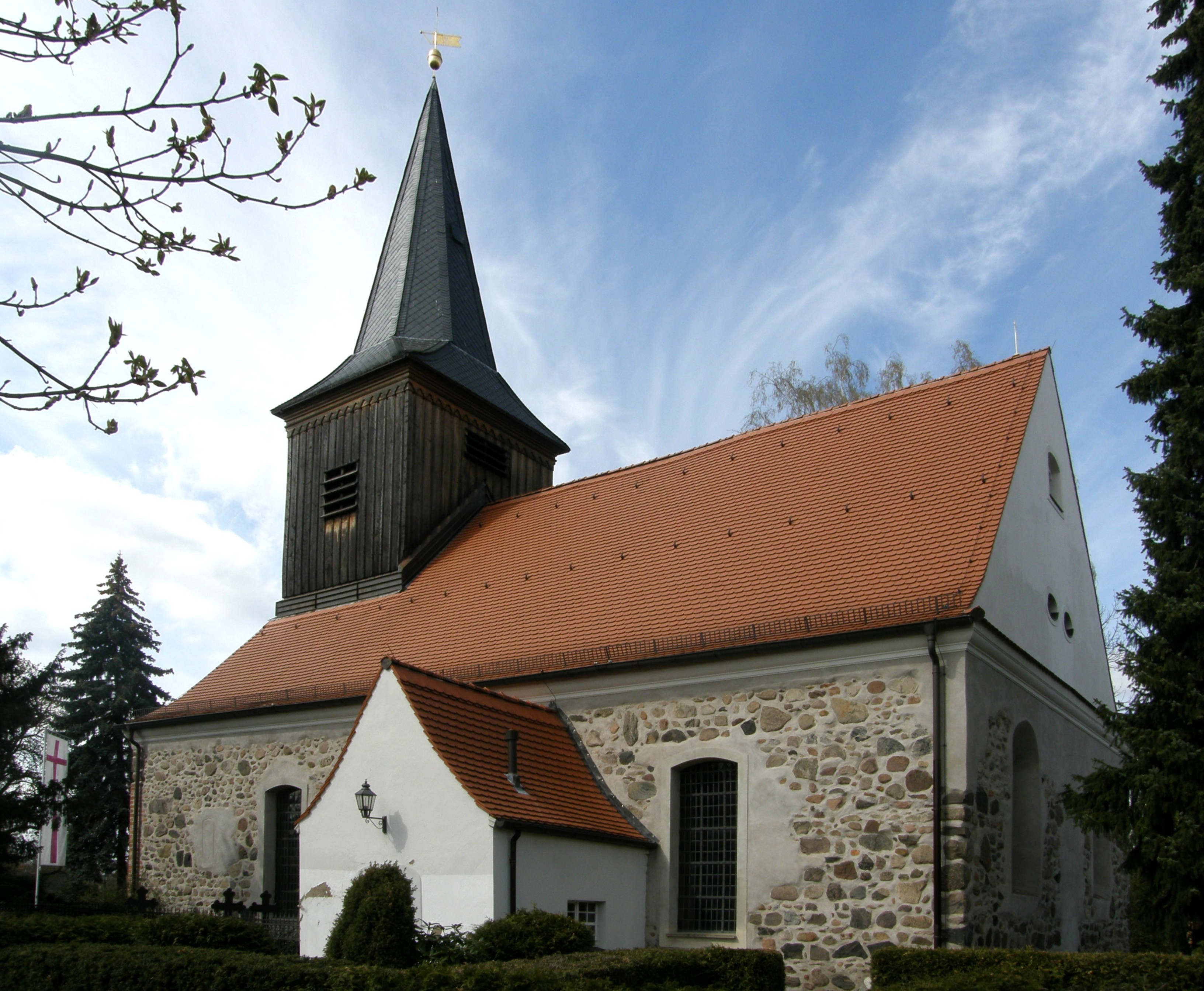
Dorfkirche

Der Falkenhagener See gehörte bis 1919 der Familie Ribbeck, die durch die Erzählungen Theodor Fontanes weit über Brandenburg hinaus bekannt wurde. Falkenhagen selbst findet ebenfalls Erwähnung in den Erzählungen Fontanes. 
Später kaufte die Gemeinde jedoch den See zurück. Am Hang des Sees stand eine Windmühle. 
1923 wurde Falkenhagen mit dem benachbarten Seegefeld zusammengelegt und es entstand die Gemeinde und heutige Stadt Falkensee. Der See behielt seinen Namen und markiert damit den Ortsteil.
Am Ufer wurde in den 1950er-Jahren ein Ausflugsrestaurant errichtet, das bis um 1991 Zum Seeblick hieß. Danach erwarben Italiener das Anwesen und nannten es Quo vadis. Als Attraktion wurde eine Original-Gondel angeschafft und auf Vorbestellung fanden Gondelpartien auf dem See statt. Nach weiteren Eigentümerwechseln gelangte der Gasthof im Jahr 2009 wieder in deutschen Besitz und erhielt den historischen Namen Seeterrassen zurück. In der Nachbarschaft liegt der kleine Falkenhagener See, als Badesee angelegt und mit dem großen See verbunden.  

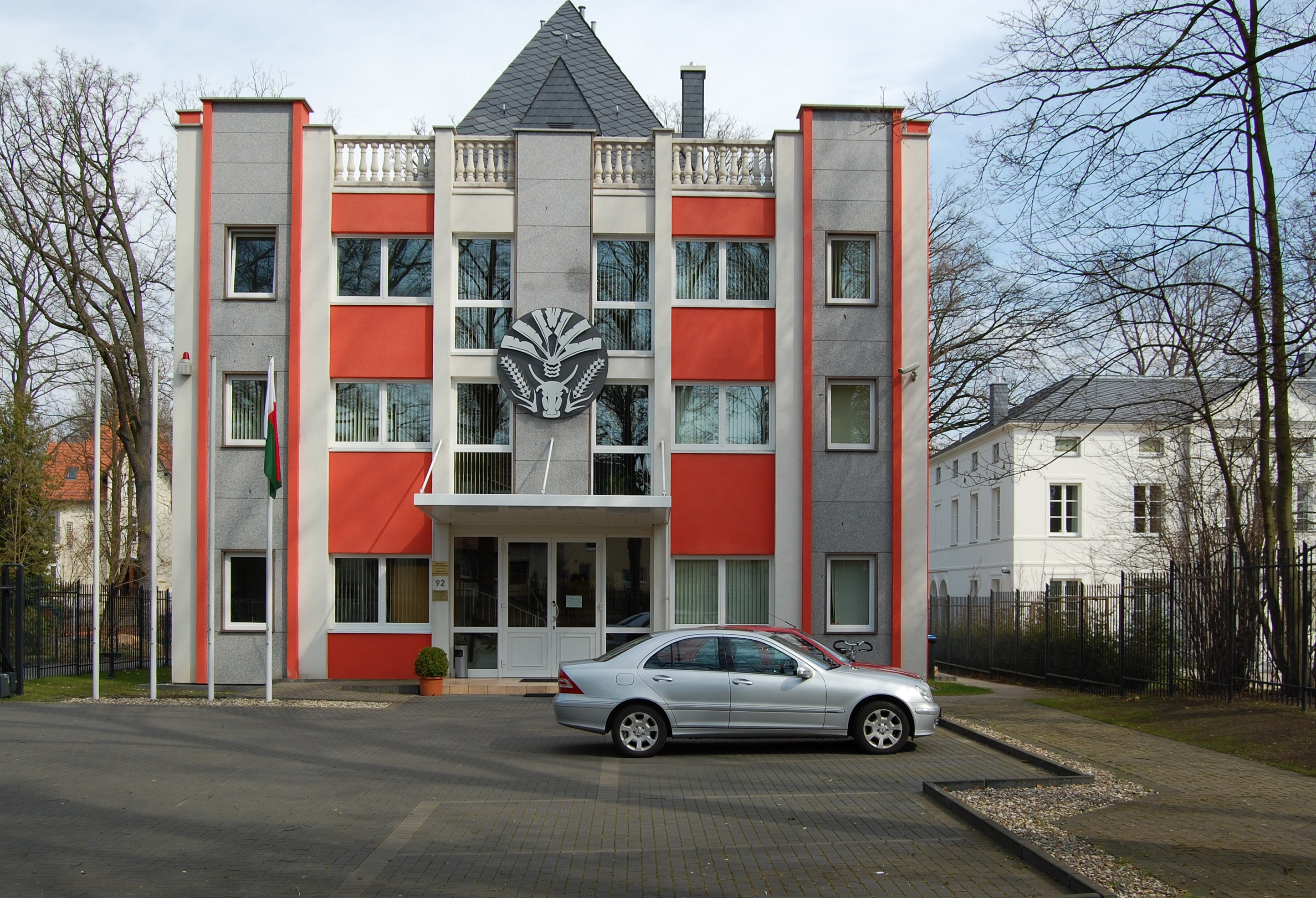
Madagassische Botschaft